# Cá heo Clymene
Stenella clymene là một loài động vật có vú trong họ Delphinidae, bộ Cetacea. Loài này được Gray mô tả năm 1846.

## Hình ảnh

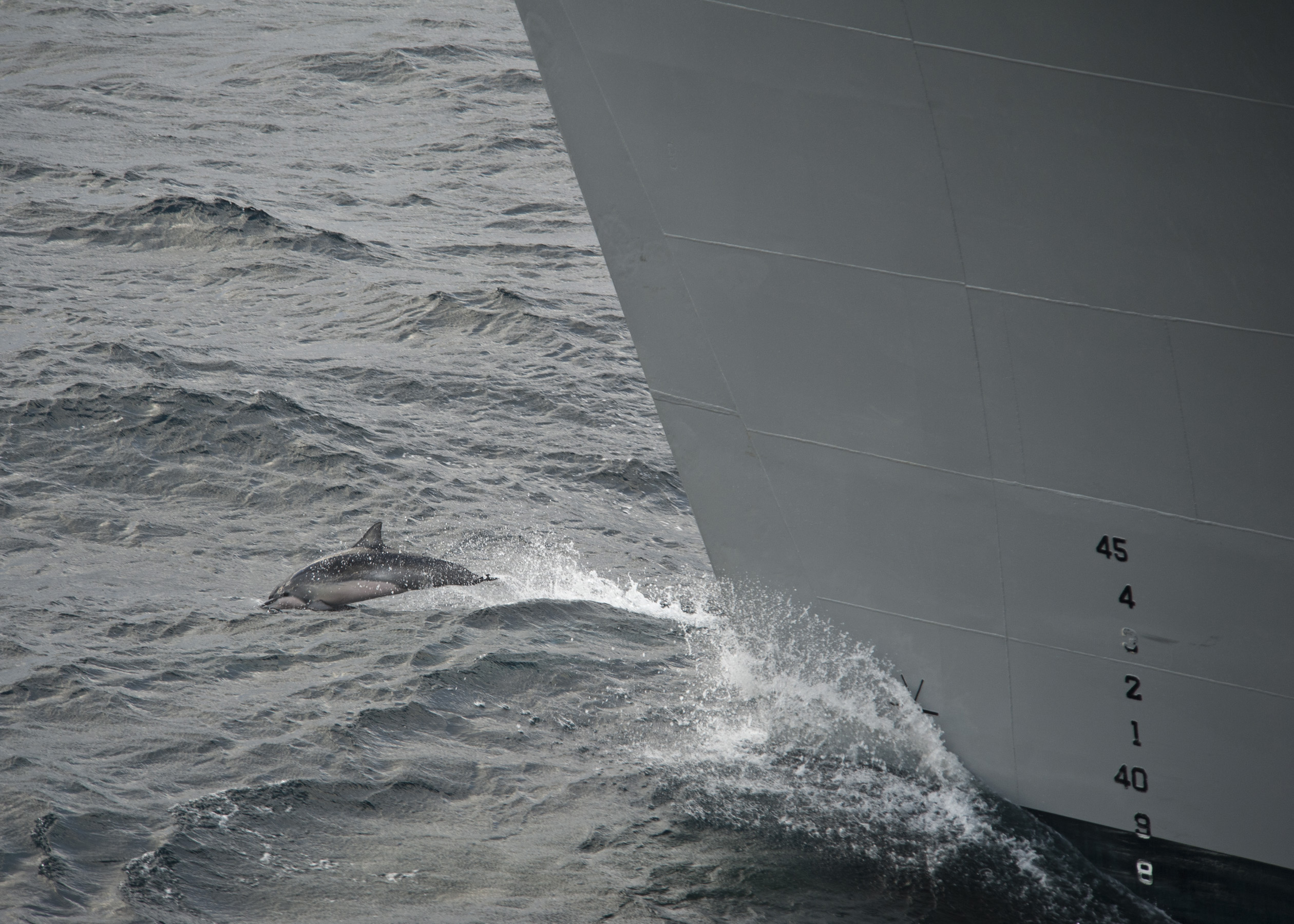
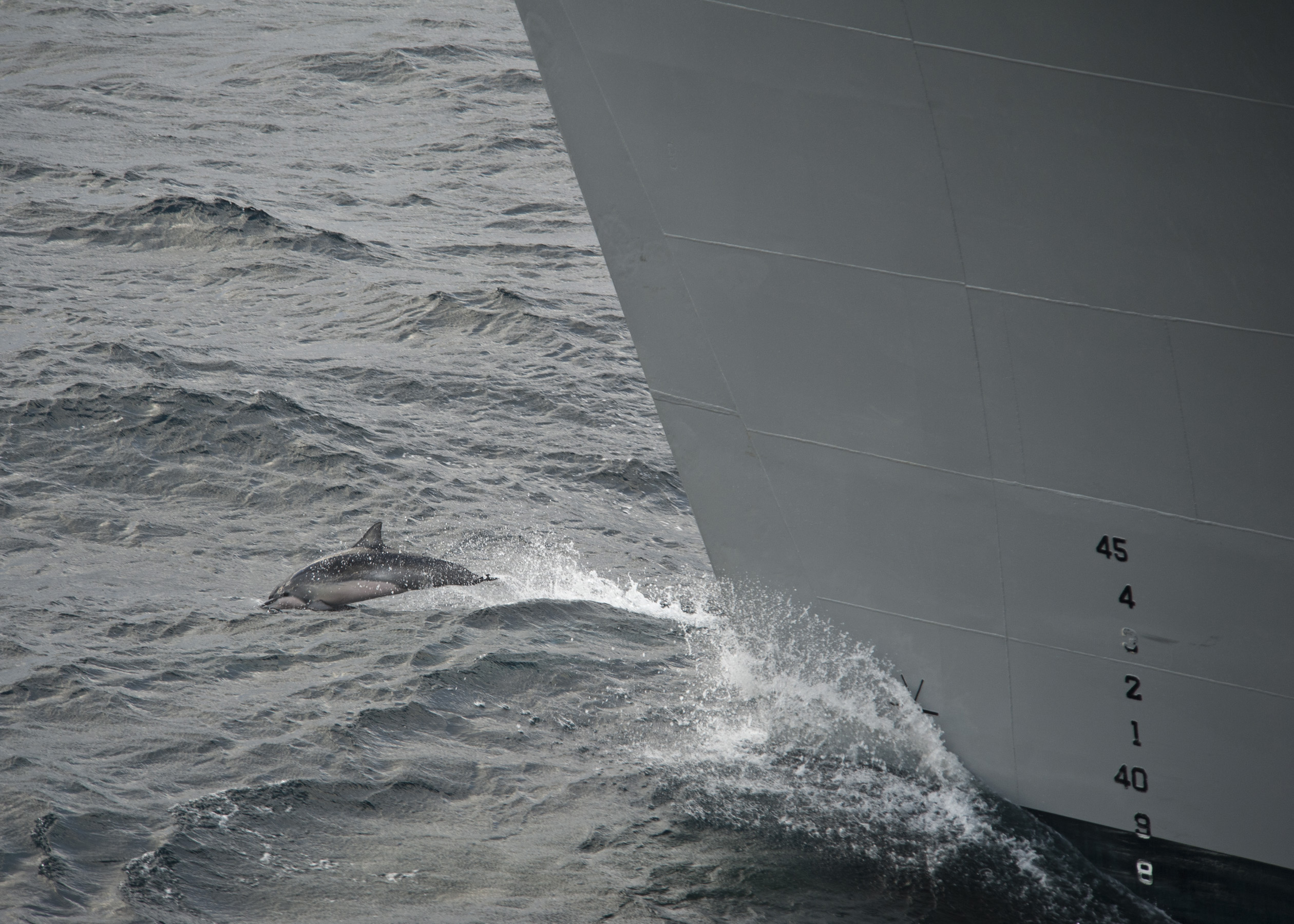
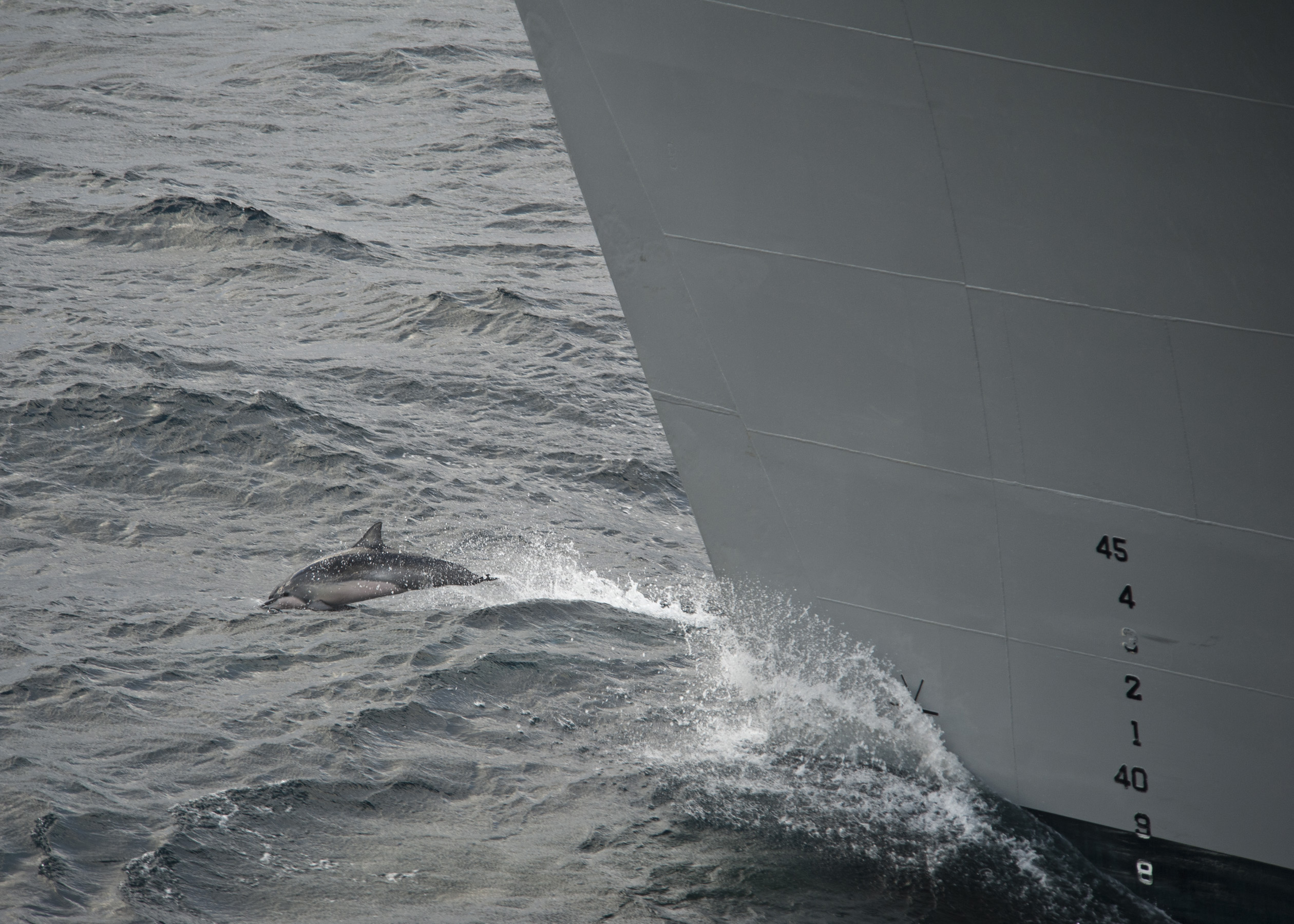